# Jeremy Shockey
Jeremy Charles Shockey (født 18. august 1980 i Ada, Oklahoma, USA) er en tidligere amerikansk football-spiller, der spillede som tight end for tre forskellige NFL-hold. Længst tid tilbragte han hos New York Giants, som han var tilknyttet i seks sæsoner.
Shockey vandt med New York Giants Super Bowl XLII efter sejr over New England Patriots. Efter skiftet til Saints var han her med til at triumfere i Super Bowl XLIV, hvor holdet besejrede Indianapolis Colts.
Shockey er fire gange, i 2002, 2003, 2005 og 2006, blevet udtaget til NFL's All-Star kamp, Pro Bowl.

## Klubber
- 2002-2007: New York Giants
- 2008-2010: New Orleans Saints
- 2011: Carolina Panthers